# Instituto Nacional de los Pueblos Indígenas
L'Instituto Nacional de los Pueblos Indígenas (Institut national des peuples indigènes) est un organisme décentralisé de l'administration fédérale de l'État mexicain, créé le 4 décembre 2018 par arrêté du président Andrés Manuel López Obrador avec l'objectif d'orienter, coordonner, promouvoir, soutenir,  suivre et évaluer les programmes, projets, stratégies et actions publiques pour le développement intégrale et durable des peuples et communautés indigènes du Mexique, en accord avec le second article de sa Loi de création et d'après le second article de la Constitution des États-Unis Mexicains.
Cet organisme s'est substitué en 2018 à l'ancienne Comisión Nacional para el Desarrollo de los Pueblos Indígenas (commission nationale pour le développement des peuples indigènes), lequel avait remplacé l'Instituto Nacional Indigenista (Institut national indigéniste) en 2013 par arrêté du président Vicente Fox Quesada et dont la création date de 1948.